# Синьу (Уси)
Синьу́ (кит. упр. 新吴, пиньинь Xīnwú) — район городского подчинения городского округа Уси провинции Цзянсу (КНР).

## История
В 1992 году в Уси была создана зона научно-технического развития, а в 1993 году Уси-Сингапурский промышленный парк. В 1995 году на их основе был создан Новый район (新区), состоящий из части территорий Пригородного района (郊区) и уезда Уси (无锡县). В том же году уезд Уси был преобразован в городской уезд Сишань (锡山市).
В 2000 году Пригородный район был преобразован в район Биньху, а городской уезд Сишань был расформирован; теперь вся территория Нового района оказалась в составе района Биньху.
В 2015 году из 5 уличных комитетов района Биньху и 1 уличного комитета района Сишань был официально образован район Синьу.

## Административное деление
Район делится на 6 уличных комитетов.